# Namatanai
Namatanai ist eine Stadt an der Nordostküste der Insel Neuirland in Papua-Neuguinea, Provinz New Ireland. Namatanai ist mit ca. 1300 Einwohnern (2005) die zweitgrößte Ansiedlung auf der Insel und als Hauptort des Namatanai Districts sowie des Namatanai Rural LLG das Verwaltungszentrum des südlichen Teils von Neuirland. Von Namatanai aus erreicht man die Goldminen auf der Insel Niolam. Die Stadt ist mit Kavieng, der 264 km nordwestlich gelegenen Hauptstadt der Provinz, durch den Boluminski Highway verbunden.

## Geschichte

### Kolonialzeit
Ab 1884 gehörte der Ort zum Machtbereich der Neuguinea-Kompagnie und wurde ab 1899 durch das deutsche Kaiserreich als Teil von Deutsch-Neuguinea verwaltet.
Von 1904 bis 1914 war Namatanai als Regierungsstation Verwaltungssitz für den Bezirk Neumecklenburg-Süd der Kolonie. Im oberen Teil des alten deutschen Stationsgebäudes befindet sich heute das Hotel von Namatanai.
Nach dem Ersten Weltkrieg wurde Namatanai 1920 Teil des von Australien als Mandat des Völkerbundes verwalteten Territoriums Neuguinea.

### Zweiter Weltkrieg
Vor dem Beginn des Pazifikkrieges war eine Kommando-Kompanie der australischen 6. Armee in Namatanai stationiert. Vor der Landung durch die Kaiserlich Japanische Armee zogen sich die Kommandos ins Landesinnere zurück.
Am 28. Januar 1942 landeten mit dem Transportschiff Goya Maru japanische Truppen in Namatanai, diese zogen aber bald darauf wieder ab. Am 5. Juni 1943 traf die japanische Zivilverwaltung ein und übernahm die Kontrolle über das Gebiet. Die Japaner errichteten ein kleines Flugfeld sowie Internierungslager für die europäische und internationale Bevölkerung. Ab Mitte März 1944 war Namatanai Ziel von alliierten Bombenangriffen.
Der Ort war bis zum Ende des Pazifikkrieges von den Japanern besetzt. Am 19. September 1945 traf die australische Sloop HMAS Swan in Namatanai ein. Eine japanische Delegation unter der Führung von General Itō Takeo, dem Kommandeur der japanischen Streitkräfte auf Neuirland, wurde eingeschifft, um sich dem Generalmajor der australischen Armee, Kenneth W. Eather, dem Kommandeur der australischen 11. Division, zu ergeben.
Danach untersuchten die Australier das Schicksal der 87 europäischen Zivilisten, die auf Neuirland registriert waren, als die Japaner im Januar 1942 einmarschierten. Nur sieben wurden noch lebend gefunden, darunter Rudolf Diercke, Enkel väterlicherseits des Pädagogen und Kartographen Carl Diercke, der als Herausgeber des Diercke-Schulatlas Bekanntheit erlangte sowie mütterlicherseits von Richard und Phebe Parkinson. Seine Großmutter Phebe Parkinson war im Mai 1944 im Internierungslager Bo nahe Namatanai verstorben. Die wenigen Überlebenden, darunter auch das Personal der Katholischen Mission Lamekot wurden anschließend nach Rabaul transportiert.
Das von den Japanern errichtete Flugfeld wird heute als Flugplatz mit dem IATA-Flughafencode ATN genutzt.